# Франсуа, Луи
Луи Винсент Франсуа (фр. Louis Vincent François ; 24 июля 1906, Лававе-ле-Мин, Франция — 15 ноября 1986, Доннемари-Донтийи, Франция) — французский борец греко-римского стиля, бронзовый призёр Олимпийских игр, семикратный чемпион Франции (1928, 1930-33, 1935, 1937)  

## Биография
Происходил из семьи рудничных рабочих, которая переехала в Париж и стала работать на цементной фабрике. Сам Луи Франсуа работал в парижской полиции, но совмещал эту работу с тренерской и судейской карьерой.
На Летних Олимпийских играх 1932 года в Лос-Анджелесе боролся в весовой категории до 56 килограммов (легчайший вес). По регламенту турнира борец получал в схватках штрафные баллы. Набравший 5 штрафных баллов спортсмен выбывал из турнира. В легчайшем весе борьбу вели 7 борцов.
Луи Франсуа к четвёртому кругу имел четыре штрафных балла и в случае, если бы выигрывал итальянца Марчелло Ниццолу чисто, выходил бы на схватку за золотую медаль. Однако, хоть Франсуа и победил итальянца, но набрал 5 штрафных баллов. Ниццола же остался с четырьмя и в связи с этим продолжил борьбу, завоевав серебряную медаль. Вместе с тем, к четвёртому кругу из турнира выбыли все остальные борцы, поэтому Луи Франсуа заработал бронзовую медаль олимпиады.   
| Выступление на Олимпийских играх 1932 года | Выступление на Олимпийских играх 1932 года | Выступление на Олимпийских играх 1932 года | Выступление на Олимпийских играх 1932 года | Выступление на Олимпийских играх 1932 года | Выступление на Олимпийских играх 1932 года | Выступление на Олимпийских играх 1932 года |
| Круг                                       | Соперник                                   | Страна                                     | Результат                                  | Баллы                                      | Всего баллов                               | Время схватки                              |
| ------------------------------------------ | ------------------------------------------ | ------------------------------------------ | ------------------------------------------ | ------------------------------------------ | ------------------------------------------ | ------------------------------------------ |
| 1                                          | Херман Тювессон                            | Швеция                                     | Поражение По очкам                         | -3                                         | -3                                         |                                            |
| 2                                          | Ласло Секфю                                | Венгрия                                    | Победа По очкам                            | -1                                         | -4                                         |                                            |
| 3                                          |                                            |                                            |                                            |                                            |                                            |                                            |
| 4                                          | Марчелло Ниццола                           | Италия                                     | Победа По очкам                            | -1                                         | -5                                         |                                            |

Умер в 1986 году.